# 菱潟大橋
菱潟大橋（ひしがたおおはし）は、新潟県東蒲原郡阿賀町豊実の阿賀野川に架かる国道459号の橋長262.16 m（メートル）のローゼ橋。

## 概要
新潟県で初めての中路式ローゼ橋であり、架橋当時県内最長の支間長180 mを誇っていた。豪雪地帯にあるため上弦材・横構に斜度を配した雪覆いを設置した。工事に際し、右岸側の菱潟地区へは陸路がないことから水上輸送によって資材や建設機器を搬入した。本橋の完成により菱潟地区への陸路ができた。
- 形式 - 鋼3径間連続中路式ローゼ橋+単純活荷重合成鈑桁橋
- 活荷重 - 2等橋 (TL-14)
- 橋長 - 262.160 m
  - 支間割 - 18.633 m + (30.000 m + 180.000 m + 30.000 m)
- 幅員
  - 総幅員 - 9.800 m
  - 有効幅員 - 8.000 m
  - 車道 - 6.000 m
  - 歩道 - 両側1.000 m
- アーチ高 - 26.000 m
- 床版 - 鉄筋コンクリート
- 総鋼重 - 1,004.177 t
- 基礎 - 直接基礎
- 施工 - 横河橋梁製作所[注釈 1]
- 架設工法 - ケーブルエレクション工法

## 歴史
豊実地域は川と山が迫る天険のため交通の不便をきたしており道路事情が劣悪なため住民は主に磐越西線を利用していた。特に菱潟地区は陸路が存在せず町営の渡船に頼らざるを得なかった。このため一般県道日出谷停車場宝坂線の鹿瀬町豊実地内の島新田 - 離石間の道路改良に伴って、阿賀野川上流側から順に豊実1号橋（徳石大橋）、豊実2号橋（船渡大橋）、豊実3号橋（菱潟大橋）の3橋を阿賀野川に架橋する計画がなされ、菱潟大橋は1980年（昭和55年）に竣工した。船渡大橋の竣工をもって、事業が完成し全区間に渡り自動車交通が可能になり観光支援にもなった。
本橋は1993年（平成5年）4月1日に国道459号に指定された。